# Движение веры
Движение Веры (также известное, как движение «Слово Веры», «Церкви Веры») представляет собой группу протестантских проповедников и примыкающие к ним протестантские церковные общины, которые либо не принадлежат к общеизвестным деноминациям, либо образуют независимые союзы из своих церковных общин. Своё название получили благодаря ударению на учение о вере в своих проповедях.
Точная численность в мире не известна из-за того, что взаимпроникновение их идеологии с учениями харизматических церквей не позволяет точно идентифицировать количество членов Церкви веры.

## Происхождение

### Служения исцеления
Предпосылки для создания Движения веры заложил своими трудами христианский проповедник и учитель из Новой Англии Эссек Уильям Кеньон (англ. Essek William Kenyon) (1867—1948, E. W. Kenyon). Он написал восемнадцать книг, которые стали базой для богословия этого движения.
Современная история движения неразрывна связана с именами Кеннета Хейгина, Орала Робертса и т. н. «движением исцеления», которое прокатилось по территории США и других стран в основном в 1946—1958 годах. В это время многие проповедники в США, которые, в основном, принадлежали к пятидесятническим Церквям, проводили массовые собрания, называемые «служениями исцеления», из-за практического удобства проходившие, в основном, в больших брезентовых палатках. На этих служениях проповедовалось, что Бог может исцелить любую физическую болезнь, и происходило возложение рук на больных людей.
Позднее это движение стало очень близко соприкасаться с харизматическим движением протестантства. Произошло взаимное проникновение учения и обрядов. Однако не все харизматические церкви исповедуют теологию движения веры.
Лидерами этого движения были: Орал Робертс, Уильям Брэнхам, Джек Коу, А. А. Ален, Гордон Линдси и другие. Не все пятидесятнические церкви восприняли это новое движение, обвиняя его лидеров в экстремизме. Постепенно образовался круг независимых Церквей, которые отделялись от существующих деноминаций и практиковал учения, которые родились во время «пробуждения исцеления».

### Доктринальные учения
Новыми доктринами, которые получили распространение, были:
- «учение веры» (утверждение, что только тот, кто имеет сильную веру, может быть исцелён, получить ответ на молитву)
- преуспевание (вера в то, что Бог желает духовного, душевного и материального процветания верующих),
- исцеление (вера в то, что Бог хочет исцелить каждого человека)
- «закон сеяния и жатвы» (заявлялось, что каждый человек может пожать то, что он посеял для Бога подобно семени, даже если это касается финансов).

Главным «голосом» нового движения стал известный американский телепроповедник Орал Робертс. Через свои книги, кассеты, телевизионные программы он популяризировал эти идеи для миллионов людей в США и во всём мире.
Однако, со временем, «лидирующую» роль (при допущении самой возможности лидерства) в этом движении занял Кеннет Хейгин, так как Орал Робертс отдавал практически все временные и финансовые ресурсы на постройку Университета Орала Робертса в городе Талса, штат Оклахома.
Кеннет Хейгин открыл Библейский центр «Рема» (англ. «Rhema»), в котором обучал «принципам» веры последователей своей деноминации, а также, благодаря множеству своих книг и кассет, которые разошлись миллионными тиражами, смог привлечь ещё больше верующих в новое движение.

## Вероучение
Последователи движения веры разделяют все основные догматы христианского вероучения о Троице, Божественной природе Христа и Его непорочном зачатии Девой Марией. Большинство проповедников движения практикуют пятидесятническую практику «молитвы на иных языках», или глоссолалии.

### Исцеление
Представители движения веры постоянно проповедуют, что Бог хочет исцелять больных людей, их физические немощи. Основное место из Библии, которое используется для подтверждения этой доктрины содержится в Книге пророка Исайи: «Но Он взял на Себя наши немощи и понес наши болезни; а мы думали, что Он был поражаем, наказуем и уничижен Богом. Но Он изъязвлен был за грехи наши и мучим за беззакония наши; наказание мира нашего [было] на Нем, и ранами Его мы исцелились». (Исаия 53:4,5). Учителя веры поняли это место буквально и утверждают, что Иисус Христос, когда умирал на кресте, буквально забрал все болезни этого мира, и верующий человек может получить исцеление по вере.
Обычно на церковных служениях проповедники молятся за исцеление людей, возлагая руки на них. После этого человека просят, чтобы он проверил, не стало ли ему лучше после молитвы. Если человек почувствовал изменение в своем организме после молитвы, то он выходит на сцену, чтобы дать свидетельство об исцелении.

### Вера
Движение веры принесло новый взгляд на одно из самых распространённых слов в Библии. Теперь представители этого движения стали понимать под «верой», полное доверие Богу и возможность получать ответы на свои молитвы благодаря своей вере.
За основу этого учения был взят стих из Евангелия от Марка, 11 главы, в котором говорится:
Имейте веру Божию, ибо истинно говорю вам, если кто скажет горе сей: поднимись и ввергнись в море, и не усомнится в сердце своем, но поверит, что сбудется по словам его, — будет ему, что ни скажет. Потому говорю вам: все, чего ни будете просить в молитве, верьте, что получите, — и будет вам
На основании этого стиха теологи движения учили о том, что вера не должна допускать никаких сомнений в жизнь того, кто верит. Сомнения разрушают доверие Богу и препятствуют получению Божьих благословений. Поэтому, если человек молится с верой, то он обязательно получит ответ на свою молитву.

## История движения в России и бывшем СССР
На протяжении периода Советской власти на территории Союза не было ни одной общины Движения веры. Это было обусловлено тем, что основные религиозные течения в Советском Союзе сложились ещё до революции либо в первые годы после неё, когда существовала относительная свобода.
Первые общины стали появляться параллельно тому, как начиналась перестройка в Советском Союзе. Огромную роль в этом сыграл пастор церкви «Слово жизни» Ульф Экман из г. Уппсала, Швеция и его помощник Карл-Густав Северин. Они были первыми священнослужителями Церквей веры, которые посетили Советский Союз.
Карл-Густав Северин приехал первый раз в Советский Союз в 1985 году и посетил служение одной из протестантских церквей Ленинграда. Пастор церкви не разрешил ему молиться за людей с возложением рук за присутствующих, так как боялся преследования со стороны КГБ. Однако на этом служении присутствовал пастор одной из пятидесятнических церквей из Гатчины (Ленинградская область). Он пригласил Северина проповедовать в своей Церкви.
Северин стал регулярно приезжать в эту Церковь, где он проповедовал основы учения веры. Для верующих Советского Союза это учение было новым и вызывало интерес так, что иногда служения начинались в 11 часов и заканчивались в 19. Именно в это время пастора Шведской Церкви «Слово Жизни» налаживают контакты с несколькими людьми в бывшем Советском Союзе, которые станут в будущем лидерами Движения Веры на территории Советского Союза. Это были — Руслан Белосевич, Альберт Тюрнпу (Векслер), Михаил Котов, Максим Максимов и Алексей Ледяев.
Не установлено точно, какая церковь стала первым представителем Движения Веры в СССР. Вышеуказанные пасторы стали проповедовать примерно в одно время.
Руслан Белосевич стал проповедовать в разных городах Хакасии в конце 80-х годов XX века. Первые последователи христианского учения появились в городах Черногорск и Абакан. В 1988 году, когда, в связи с 1000-летием Руси, начались послабления в области религиозной политики, Карл-Густав Северин приехал в Хакасию. Вместе с ними был второй пастор церкви «Слово жизни» в Уппсале Роберт Эк.
Однако первая церковь появилась в Абакане, а не в Черногорске, и возглавил её Руслан Белосевич. Эта церковь первое время стала центром для Движения веры в России. В начале 1990-х там была образована Библейская школа, куда приезжали сотни студентов со всей России, которые впоследствии становились лидерами новых церквей.

## Критика
Движение веры вызывает значительное количество критики на апологетических сайтах как в целом, так и по конкретным его доктринам. На некоторых ресурсах оно отождествляется с евангелием процветания. Критика включает в себя такие утверждения:
- Сторонники движения веры считают себя выше других, полубогами, способными регулировать свою жизнь, как им хочется
- В Библии нигде не указывается, что все христиане должны быть богатыми, здоровыми и процветать
- Использование утверждений по поводу позитивных исповеданий, силы слова, сказанного с верой и т. п. берёт корни из оккультизма
- Никто не имеет права требовать у Бога то, что ему хочется, используя лишь веру и «правильные слова»
- Сторонники движения веры молятся на иных языках

### Статьи
- Пятидесятники
- Движение исцеления
- Либерализм в христианстве
- РОСХВЕ
- Слово жизни (церковь)

#### Персоналии по теме
- Экман, Ульф
- Маттс-Ула Ишоель
- Кеннет Коупленд
- Кеннет Хейгин
- Крефло Доллар

## Критические ссылки
- Дворкин А. Л. «Сектоведение. Тоталитарные секты. Опыт систематического исследования». Глава 16. «Движение веры» — Неопятидесятники.
- Уолтен Мартин. Проповедь «Культ здоровья и процветания» Архивная копия от 10 ноября 2007 на Wayback Machine // Межконфессиональный христианский Центр апологетических исследований.